# Gerrit van Loo
Gerrit van Loo (omstreeks 1495 – Leeuwarden, 28 december 1562) was een hoge ambtenaar in Holland en in Friesland en grietman van het Bildt.

## Biografie
Van Loo was van 1515 tot 1520 aangesteld als ontvanger van de exploiten bij het Hof van Holland. Vanaf 1516 was hij een van de secretarissen van datzelfde Hof. In juni 1526 werd hij klerk-ordinaris bij de Rekenkamer van Holland, een ambt dat hem al in 1520 was toegezegd. Vanuit die functie was hij in 1529 en 1530 als commissaris afgevaardigd naar Friesland om daar de rekeningen van het Hof van Friesland te controleren. In oktober 1530 werd hij tijdelijk Rentmeester-generaal van Friesland en is in februari 1533 definitief als zodanig aangesteld. Hij werd toen ook Raad (raadsheer) van Friesland. In januari 1534 werd hij Grietman van het Bildt. In 1555 vroeg Van Loo om zijn zoon Boudewijn aan te stellen als substituut-grietman; het ambt kon hij, met name in de winterperiode, niet meer “ten vollen” uitoefenen. Boudewijn had al eerder in 1551 het rentmeesterschap van het Bildt overgenomen en kwam in juli 1556 ook in het bezit van de functies van Raad en Rentmeester-generaal van Friesland. Gerrit van Loo werd een pensioen van 200 carolusgulden toegekend. Buiten zijn ambtelijke loopbaan heeft hij een rol gespeeld bij de turfwinning in Friesland, met name in Schoterland en in Opsterland.

## Familie
Gerrit van Loo kwam voort uit een aanzienlijk Hollands ambtenarengeslacht. Zijn vader was Albrecht van Loo, die het tot raadpensionaris van Holland bracht. Hij trouwde op 20 juni 1518 met Margriette van Beest van Eemskerck, dochter van een vooraanstaande regent uit Delft. Margriette overleed in 1560. Hij kreeg met haar zestien kinderen. Zijn zoons en schoonzoons hebben allemaal invloedrijke overheidsfuncties uitgeoefend.
Gerrit van Loo en zijn vrouw zijn bijgezet in de kerk van Sint Vitus van Oldehove in Leeuwarden. Enkele van de kinderen van Gerrit en Margriette zijn:
- Albrecht van Loo (1519-1573), auditeur, rekenmeester van de Rekenkamer in Den Haag en raadsheer-gecommitteerde van de Raad van Financiën.
- Boudewijn van Loo (1520-1596), rentmeester van Het Bildt, later grietman van Het Bildt en raadsheer aan het Hof van Friesland
- Catharina van Loo (1522-1581), trouwde met Pieter van Dekema, grietman van Baarderadeel en raadsheer aan het Hof van Friesland
- Marij van Loo (1525-<1563), trouwde met Adriaen van Leyden van Leeuwen, pensionaris van Delft.
- Yda van Loo (1527-1609), trouwde met Johan Rataller, grietman van Tietjerksteradeel.
- Beatrix van Loo (1528-1585), trouwde met Allert Syrcksma, grietman van Het Bildt, Leeuwarderadeel en houtvester van Friesland.
- Pouwels van Loo (1530-1596), kastelein van Muiden en baljuw van Gooiland.
- Margaretha van Loo (1531), trouwde met Joris Rataller, raadsheer aan het Hof van Artesië, raadsheer van de Grote Raad van Mechelen en president van het Hof van Utrecht.
- Dirck van Loo (1532-1564), raadsheer aan het Hof van Holland.
- Jan van Loo (*1537), klerk extraordinaris van de Rekenkamer in Den Haag.